# Trechtingshausen
Trechtingshausen település Németországban, Rajna-vidék-Pfalz tartományban. Lakosainak száma 1041 fő (2023. december 31.).

## Népesség
A település népességének változása:
| Lakosok száma | 1131 | 1033 | 1047 | 989  | 1020 | 1041 |
|               | 1975 | 2017 | 2019 | 2021 | 2022 | 2023 |